# Prehistoria en Andalucía
La Prehistoria en Andalucía se originó hace un millón de años y evolucionó desde poblaciones nómadas que vivían cerca de las cuencas fluviales hasta una población más generalizada, localizado en cuevas próximas a zonas costeras.
La cultura de Los Millares y El Argar dejaron una gran huella respecto a la geografía de Andalucía.

## Periodización y yacimientos

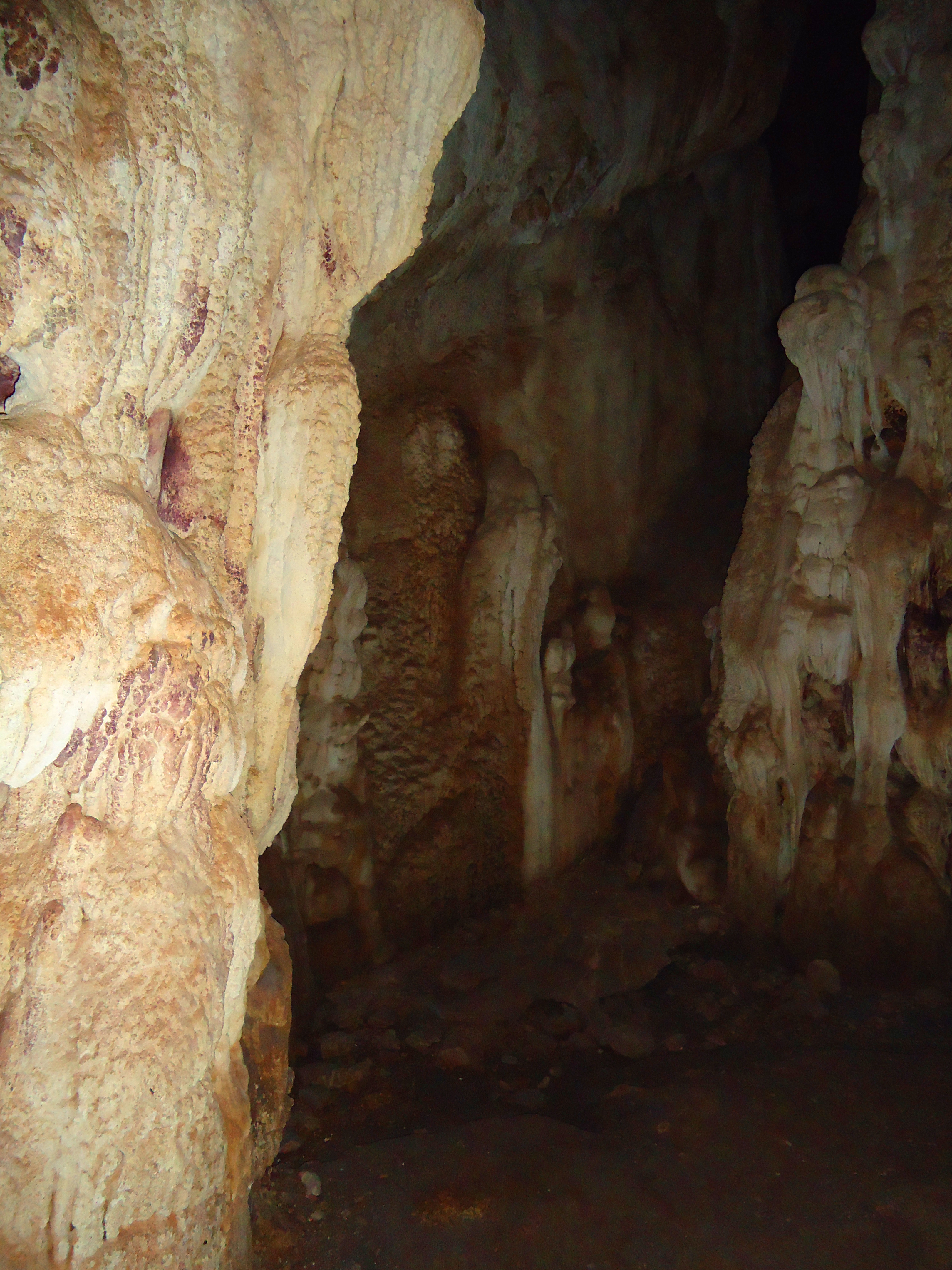
Pileta interior en la Cueva de La Pileta, en Benajoán, Málaga.

Los principales yacimientos del Paleolítico Inferior se localizan al sur de Sierra Morena, en la depresión de la laguna de la Janda y en las terrazas de los ríos Genil, Guadalhorce y Guadalquivir.
Los principales hallazgos del Paleolítico Medio fueron los cráneos de Homo neanderthalensis en Gibraltar, y otros restos en Granada y Jaén.
En el Paleolítico Superior se generalizó el hábitat en las cuevas, ya que indicios del Homo sapiens se encuentran en la franja costera mediterránea entre Almería y Cádiz, y destaca el arte rupestre representando figuras humanas y sin policromía de la Cueva de la Pileta, Cueva del Gato, Cueva del Palomar, Nerja y Ronda, donde representan danzas rituales.
Las primeras culturas neolíticas se desarrollaron a partir del 5550 a. C. cerca de cuevas cercanas a la costa. Los principales yacimientos se encontraron en Almería, Córdoba, Granada y Málaga, y hallaron depósitos para almacenar el grano, punzones de hueso, raspadores de sílex y restos de cerámica. La sociedad pasó a ser de pobladores nómadas que vivían de la caza y la recolección de moluscos y enterraban a los muertos rodeados de enseres, a una sociedad algo más compleja en sus creencias mortuorias.
En la fase final del Neolítico, en el sudeste de Andalucía, procedente del norte de África, se desarrolló la cultura almeriense, caracterizada por la construcción de poblados en colinas y cerros, lo que muestra la existencia de sociedades urbanas complejas. En los yacimientos se han encontrado cerámicas lisas, hachas, ídolos, piedras pulimentadas, útiles de sílex y enterramientos circulares rodeados de piedras y dotados de ajuares.

## Metalurgia en Andalucía: Los Millares y El Argar

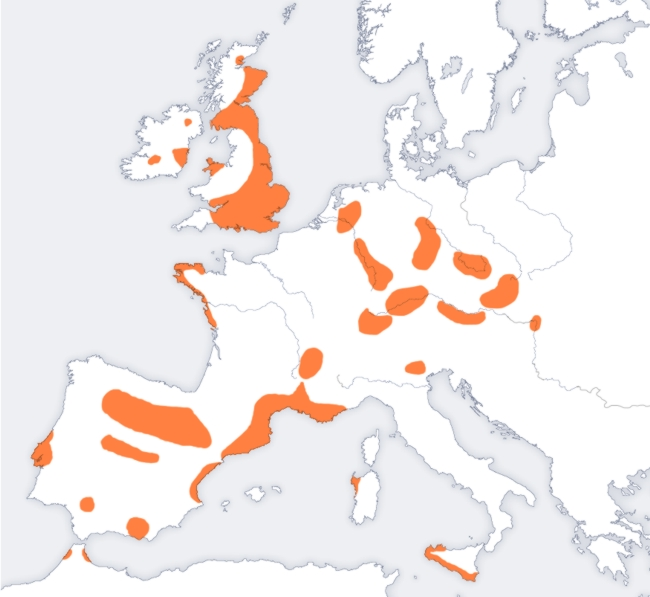
Lugares donde se encontraron objetos asociados al vaso campaniforme.

Entre el 2000 a. C. y el 1000 a. C., surgieron poblados desde Almería hasta Granada que conocían el cobre, y se produjeron hachas, puñales y otros utensilios de tecnología muy simple. Todo esto coincide con la construcción de monumentos megalíticos y la difusión de un nuevo ritual funerario. En Andalucía comenzó el desarrollo de una sociedad agrícola y urbana.
En Los Millares los poblados se hallaban amurallados, próximos a ríos y presentaban restos de cabañas de forma circular y ovalada y zócalos de piedra. La población se dedicaba a la agricultura de cereales y leguminosas, básicamente, y a la ganadería de cabras, cerdos y ovejas. Los excedentes se almacenaban en graneros, vasijas de barro y cestos de esparto. Cerca de los poblados construían la necrópolis, de carácter megalítico. El ajuar lo formaban ídolos de piedra o hueso, brazaletes y collares, cuchillos de cobre, objetos de cerámica, puntas de flecha de sílex, etc. Al final del periodo se desarrolló la cultura del vaso campaniforme.
Entre el 1800 a. C. y el 1200 a. C. la cultura de Los Millares dio paso a la Edad del Bronce, que se extendió gracias a la cultura de El Argar. Los poblados se situaban en zonas estratégicas, con casa de planta cuadrada, y vivían de la agricultura, la actividad metalúrgica y la ganadería. Los enterramientos se solían realizar en fosas o urnas individuales. Durante el Bronce Final decayeron los núcleos orientales a favor de los occidentales. Ahí florecerían los Tartessos.

## La civilización tartesia

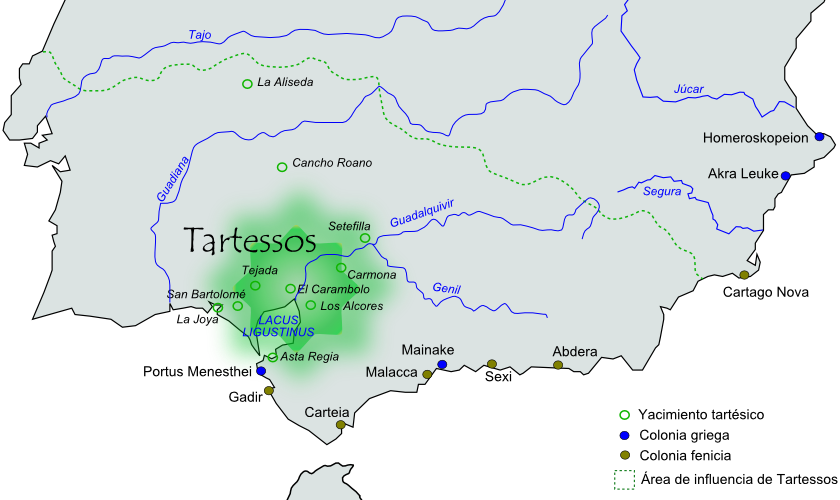
Núcleo principal de la civilización tartesia.

Los historiadores actuales consideran Tartessos como una cultura nacida por el contacto entre los pueblos del sur de la Península y los colonos de Oriente, es decir, fenicios y griegos. Debido a estos contactos surgió una civilización con rasgos de Oriente que se expandió por la comarca del Bajo Guadalquivir y el Guadiana. Entre el 1000 a. C. y el 500 a. C. se produjeron grandes cambios en las costumbres. Historiadores antiguos como Estrabón y Avieno identifican a Tartessos con un río, Éforo como un país o capital, o Heródoto como un lugar de mercado. Los principales restos  estudiados de Tartessos fueron la necrópolis de La Joya, la necrópolis de San Pedro y la necrópolis de Cerro Salomón; y los ajuares funerarios de Carmona, El Carambolo, Ébora y La Aliseda.
La economía basaba su riqueza en la explotaciónn de yacimientos de cobre, estaño, oro y plata, que atrajeron el interés de los fenicios. Tartessos controlaba el mercado de metales que procedían de las islas británicas, por ejemplo, y contaba con una agricultura y una ganadería muy desarrolladas gracias a la introducción del aceite y el vino por los fenicios. La pesca de moluscos y salazones era otro elemento relevante.
Respecto a los rasgos político-sociales, Tartessos estaba controlada por caudillos o monarcas, como Argantonio, rey hospitalario. El culto hacia las dioses Tierra y Luna y los santuarios forman parte de lo que se conoce de Tartessos. Algunos escritos sobre Tartessos pertenecen a escrituras arcaicas, aún no descifradas.

### Cultura actual
Desde que en 1922 el historiador alemán Adolf Schulten publicó su primer libro sobre el reino de Tartessos, Tartessos. Ein Beitrag zur ältesten Geschichte des Westens, se ha publicado más literatura que estudios científicos sobre Tartessos. Actualmente sigue habiendo creencias de que en Andalucía se encuentra una ciudad sumergida repleta de riquezas y tesoros.

## Colonizaciones y pueblos prerromanos en Andalucía
A través del comercio marítimo, Andalucía pudo mantener contacto con otros pueblos. La primera colonia fenicia fue Gadir, fundada por navegantes de Tiro en el siglo VIII a. C.. Posteriormente se fundó asentamientos en Adra, Almuñécar, Mezquitilla y los Toscanos. A partir del siglo VI a. C. Cartago vivió una escena con agresiva política comercial, a la vez que llegaban los primeros mercaderes griegos, convirtiendo Huelva en un foco metalúrgico. En 237 a. C. Amílcar Barca desembarcó en Gadir junto a su hijo Aníbal Barca y su yerno Asdrúbal el Bello, iniciando una conquista de los territorios del sur.
Desde el siglo VI a. C. hasta el siglo III a. C. a los colonizadores se unieron culturas ibéricas. En el valle del Guadalquivir se asentaron los turdetanos, que contaban con fortificaciones como Astapa, Carmo, Hasta Regia, Urso, etc. En torno a Ronda y al oeste de Sierra Morena se asentaron los túrdulos.  En Granada y Jaén se asentaron los bastetanos y los oretanos.

### La conquista cartaginesa
Amílcar Barca hizo progresar a los cartagineses en un periodo breve de tiempo. Navegó hasta las columnas de Hércules y Gades, combatió contra iberos, tartesios, el general celta Istolacio y su hermano Indortes. A los soldados que se rindieron, aproximadamente 3.000, les alistó para su propio ejército. Istolacio murió crucificado en el año 237 a. C., después de ser torturado.
Indortes reunió a 50.000 hombres y los retiró a una colina antes de luchar contra Amílcar. Amílcar lo sitío, y este trato de escapar de noche, pero perdió la mayor parte de tropas. Amílcar capturó vivo a Indortes, le sacó los ojos, le atormentó, y finalmente le crucificó. Al resto de los cautivos, aproximadamente 10.000 hombres, los dejó en libertad.

## La Baética, granero de Roma

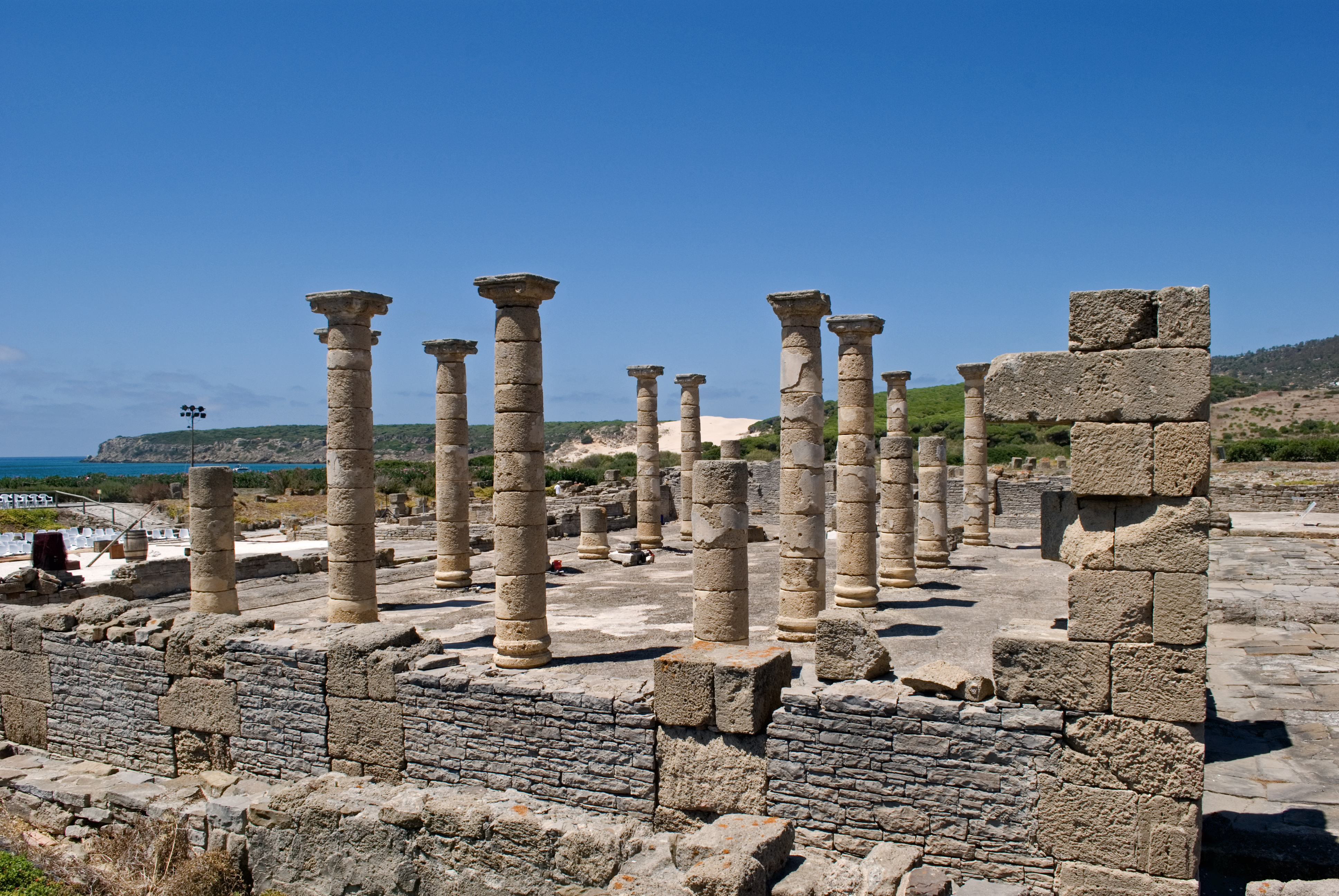
Las ruinas de la ciudad romana de Baelo Claudia se hallan próximas a Tarifa.

Los romanos utilizaron Andalucía durante la segunda guerra púnica para cortar el suministro del ejército cartaginés. Las victorias romanas en la batalla de Aurgi, la batalla de Baécula y la batalla de Ilipa hicieron posible que el sudeste peninsular quedara en manos de los romanos. En 205 a. C. ocuparon Gades, y debido a esto los romanos permanecieron más de cinco siglos en la península. Corduba se convirtió primero en la capital de la Hispania Ulterior y después de la Baética. Los colonos romanos fundaron colonias como Carteia, Iliturgi e Itálica.
Entre las producciones económicas se encuentra el suministro de productos agrícolas, como el aceite, los cereales y el vino; y la riqueza de los yacimientos de cobre, hierro, oro y plata en minería. Destacó la actividad pesquera, que originó un garum, industria de la salazón, desarrollada en fábricas en ciudades como Baelo Claudia.
Las obras públicas y el desarrollo de las vías de comunicación permitieron una eficiente explotación de los recursos. La Vía Augusta y la Vía de la Plata fueron la red principal de comunicaciones de Astigi, Corduba, Gades y Hispalis.
El latín y la religión fueron evidentes en la romanización. La influencia y el legado de Roma y la aportación de la Baética al Imperio respecto a recursos y a personajes como Adriano, Columela, Lucano, Séneca o Trajano, fueron decisivos.

### La Baética
Hasta Hispalis, cruzando el río Betis, pueden subir embarcaiones de gran tamaño, hasta Ilipa embarcaciones de pequeño tamaño, hasta Corduba pueden subir barcas de ribera, y a partir de Castulo el río deja de ser navegable. La orilla septentrional del río Betis que corre por las comarcas de Ilipa y Sisapon hay gran cantidad de metales, entre los que se encuentran cobre, oro y plata.

## La crisis del Imperio
Tanto pueblos bárbaros como los suevos y los vándalos, y los bizantinos de la época de Justiniano, invadieron la Baética. En 623 los visigodos dominaron Andalucía bajo su reino. En 579 Hermenegildo se autoproclamó rey en Sevilla. Sevilla se convirtió así en un notable foco cultural, y tuvo la presencia de los hermanos obispos San Leandro y San Isidoro.